# Emily Genauer
Emily Genauer (19. Juli 1911  auf Staten Island – 23. August 2002) war eine amerikanische Kunstkritikerin, die für den New York World, den New York Herald Tribune und Newsday tätig war. Sie gewann 1974 den Pulitzer-Preis für Kritik.

## Leben und Karriere
Genauer wurde am 19. Juli 1911 auf Staten Island geboren, wo ihr Vater mehrere Delikatessgeschäfte besaß und als Amateurbildhauer tätig war. Sie besuchte das Hunter College und die Graduate School of Journalism der Columbia University. 1929 begann sie als Schriftstellerin für den New York World zu arbeiten.
Bereits in den 1930ern machte es sich Genauer zur Aufgabe, moderne Künstler wie Marc Chagall und Diego Rivera einem Zeitungspublikum vorzustellen. 1949 verließ sie die inzwischen zur New York World-Telegram fusionierte Zeitung nach einem Streit mit dem Eigentümer Roy W. Howard, der ihr vorwarf, zu viel Aufmerksamkeit "Kommunisten und Linken" wie Pablo Picasso zu schenken.
Von 1949 bis 1966 war Genauer leitende Kunstkritikerin beim New York Herald Tribune. Ihre Kolumnen wurden von Künstlern aufmerksam verfolgt. So schickte ihr der Maler Clyfford Still einmal einen Satz Gummihöschen als Antwort auf eine negative Kritik. Sie bemühte sich, unbekannteren Künstlern Aufmerksamkeit zu verschaffen und nahm den Herald Tribune-Besitzer John Hay Whitney sogar mit in ein Gemeinschaftsatelier avantgardistischer Künstler in der Bowery.
Nach ihrer Heirat mit Frederick Gash behielt Genauer ihren Mädchennamen als Autorenzeile bei, nahm aber privat seinen Nachnamen an. Neben ihrer Tätigkeit als Kritikerin verfasste sie zahlreiche Bücher und war von 1966 bis 1970 Mitglied im National Council on the Humanities.

## Kunstkritik
Emily Genauer setzte sich vehement für die Förderung moderner Kunst ein und stellte ihren Lesern Werke von Künstlern wie Marc Chagall, Diego Rivera und Pablo Picasso vor. In den 1930er Jahren begrüßte sie die avantgardistische Moderne, während ihre Kritiken in den 1960ern neue Strömungen wie Op Art, Fotorealismus und Neo-Expressionismus behandelten.
Ihr 1974 mit dem Pulitzer-Preis ausgezeichneter Eintrittsbeitrag enthielt scharfe Kritik an der Abstraktion jener Jahre: "Bald sahen wir in Pollocks Werk überhaupt keine Leidenschaft mehr, nur einen reichen 'Vorhang' aus sinnlichen Pigmenten und Formen. Für die Museumskuratorinnen und -Kuratoren, die unsere Ausstellungen auswählten, war das oberste Gebot distanzierte Kühle. Alles Offenbarende schien irgendwie geschmacklos, 'illustrativ'. Wir vergaßen, dass Kunst Leidenschaft ist, in geordneten Formen, Farben und Linien offenbart und projiziert."